# Roade
Roade est un village du Northamptonshire en Angleterre.